# Amblyomma variegatum
Amblyomma variegatum (лат.) — вид клещей из семейства Ixodidae. Паразиты коров и других животных, приносит значительный вред в странах Африки, снижает экономические показатели скотоводства (падение производства молока и гибель скота).

## Распространение
Тропическая Африка (к югу от Сахары и далее до Ботсваны, Намибии, Замбии, Зимбабве и Мозамбика). Мадагаскар, Коморские острова, Маврикий, Реюньон. Азия: Йемен, Оман. Интродуцирован в Центральную Америку на Антильские острова (Антигуа, Saint Martin, Невис), где он известен как «сенегальский клещ». Известен случай завоза в Краснодарский край (Россия).

## Описание
Относительно крупные клещи (4—6 мм; напитавшаяся самка до 3 см). Форма тела овальная, окраска коричневая с красноватым орнаментом (скутум тёмно-коричневый), ноги двуцветные с несколькими светлыми (беловато-жёлтыми)  кольцами на концах каждого сегмента конечностей. Самка: длина скутума — 2,4—3,1 (ширина — 2,7—3,1); длина капитулума — 1,9—2,33 (ширина — 1,04—1,17). Самец: длина капитулума — 1,37—2,1 (ширина — 0,83—1,18). Тазики I с 2 шпорами, тазики II-IV с одной шпорой. Ветлуг I без шпоры. Паразитируют, главным образом, на домашних коровах, козах, овцах и других парнокопытных млекопитающих, а также на верблюдах и собаках. Ранние стадии развития также паразитируют на птицах и могут атаковать человека. Самка откладывает до 30 000 яиц. Жизненный цикл длится один год. Служат распространителями некоторых заболеваний (cowdriosis, theileriosis).

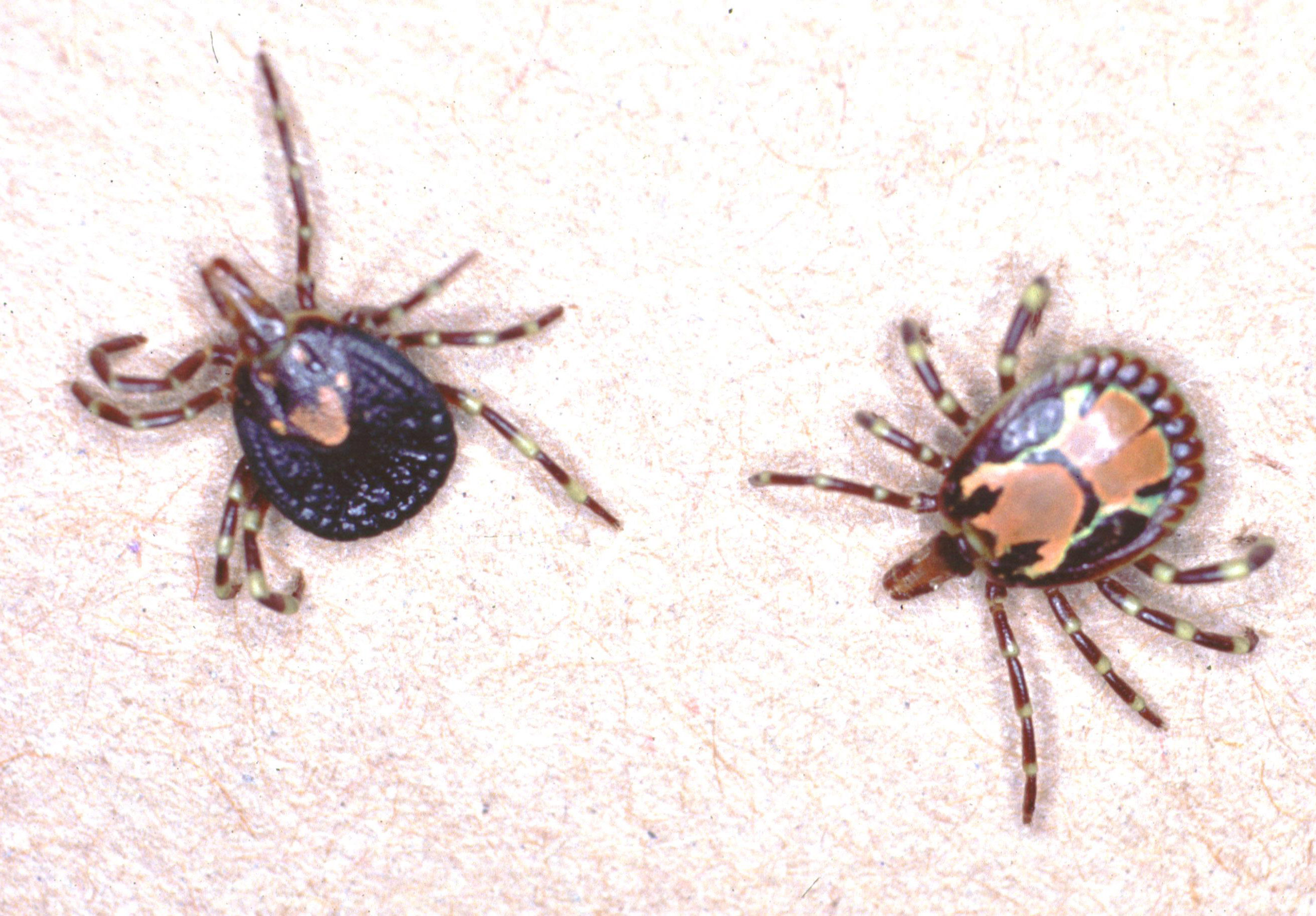
Самка и самец
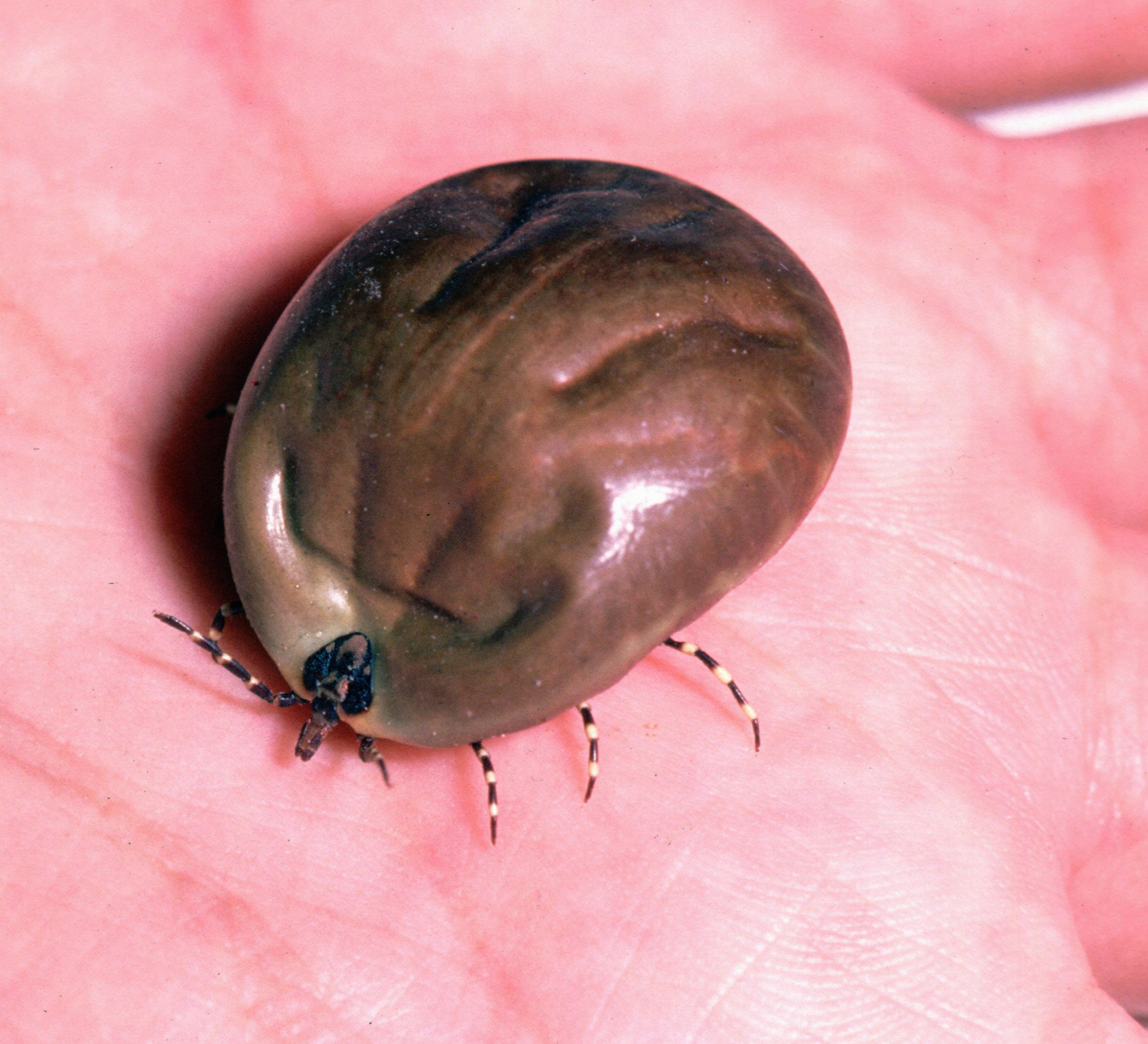
Напитавшаяся самка (более 1 см и 5 г)
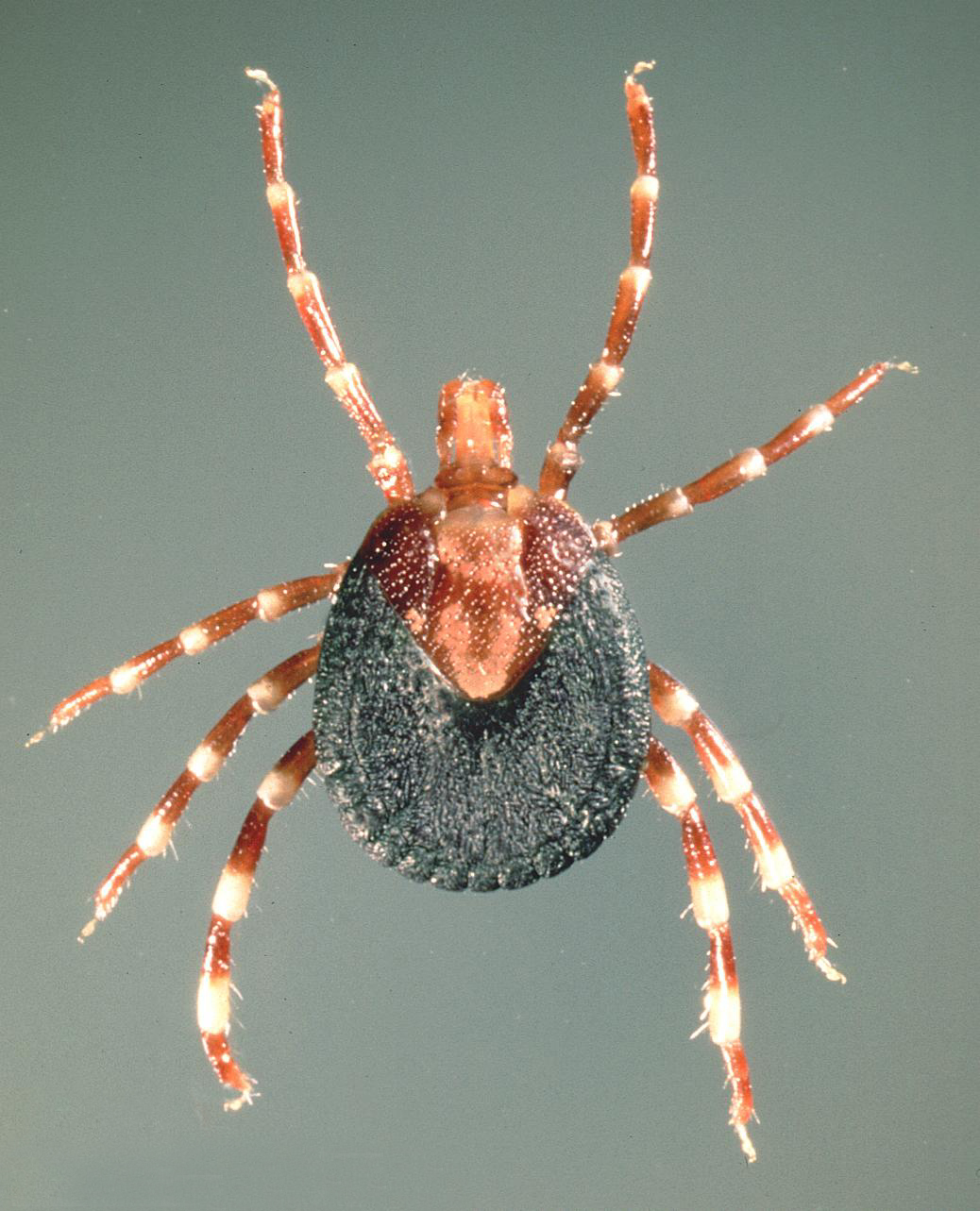
Самка
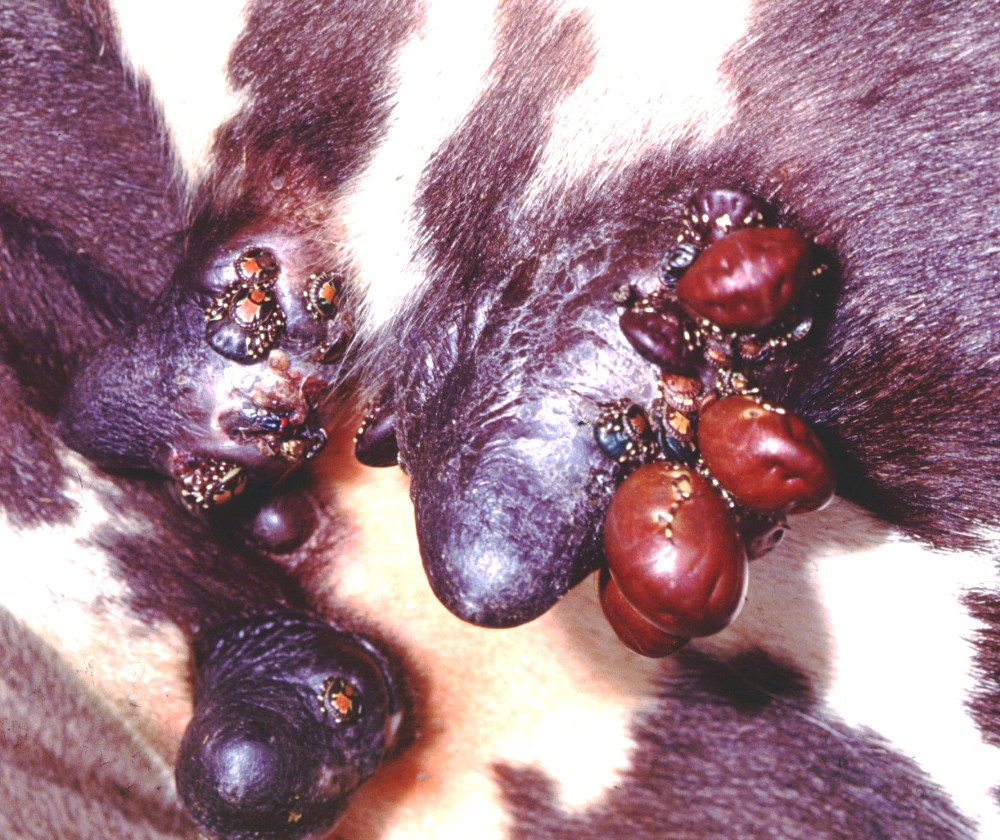
Клещи на вымени молодой коровы
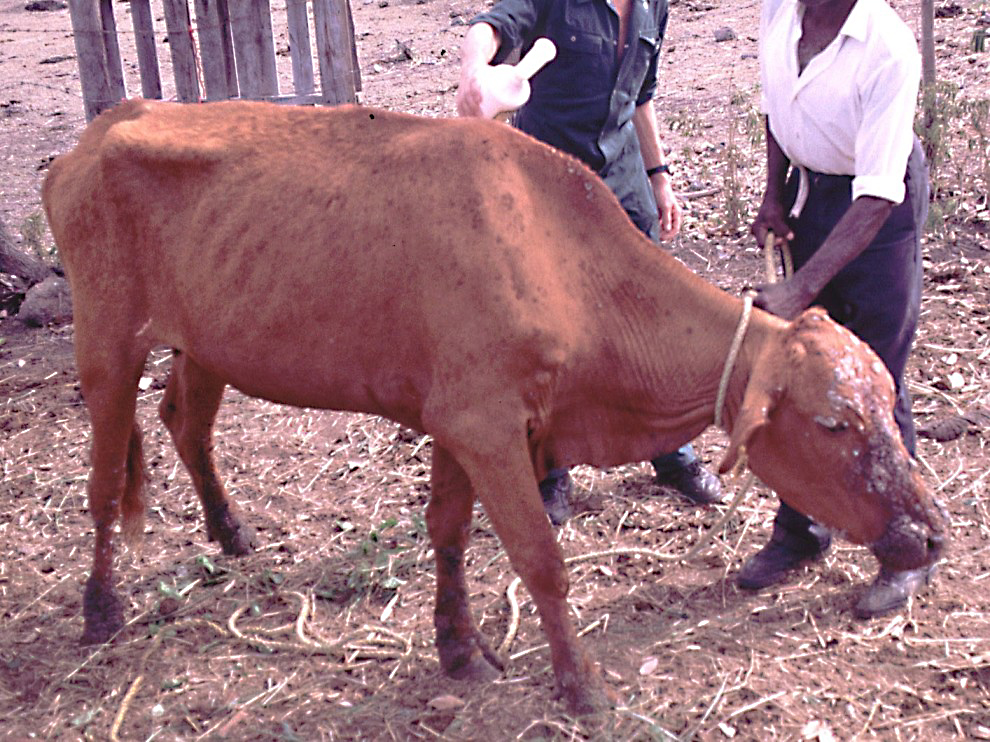
Зараженная корова